# Československý šach
Československý šach je československý, resp. český odborný šachový časopis. Byl založen roku 1906 s názvem Časopis českých šachistů jako nástupce Českých listů šachových a Šachových listů. Od roku 1920 vycházel pod názvem  Časopis československých šachistů a od roku 1927 vychází pod současným názvem (za fašistické okupace v letech 1939-1945 vycházel s názvem Šach). Je tak druhým nejstarším časopisem na světě, který vychází takovouto dobu bez přerušení. Název nebyl změněn ani po rozdělení Československa roku 1993. První ročník redigovali Jan Dobruský, Oldřich Duras a Václav Kautský. 
Časopis vychází 1× měsíčně a slouží jak praktickému, tak i korespondenčnímu a kompozičnímu šachu (v této oblasti byla úroveň časopisu ceněna i v zahraničí). V poslední době jej vedl mezinárodní mistr Ivan Hausner.